# آق‌بلاغ (کوله)
آق‌بلاغ روستایی در دهستان کوله بخش سارال شهرستان دیواندره استان کردستان ایران است.

## جمعیت
بر پایه سرشماری عمومی نفوس و مسکن در سال ۱۳۹۵ جمعیت این روستا ۹۹ نفر (۳۲خانوار) بوده‌است.